# Coleophora adjectella
Coleophora adjectella là một loài bướm đêm thuộc họ Coleophoridae. Nó được tìm thấy ở Scandinavia tới Tây Ban Nha, Sardegna, Sicilia và Hy Lạp và từ Vương quốc Anh tới Ba Lan và Slovakia.
Sải cánh dài 9–10 mm.
Ấu trùng ăn các loài Crataegus, Prunus domestica và Prunus spinosa. Chúng ăn lá nơi chúng làm tổ. 